# Arne Zank

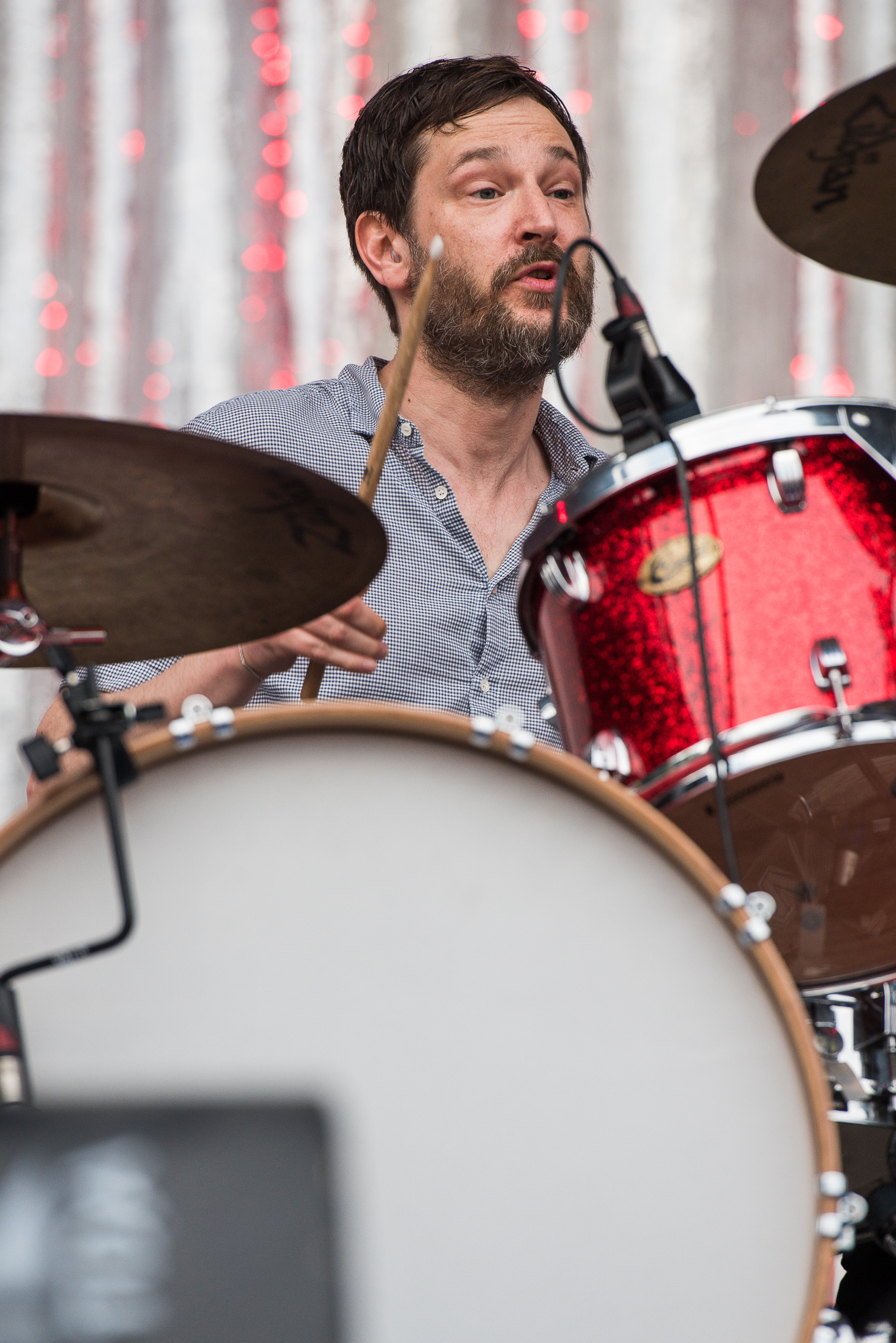
Arne Zank mit Tocotronic (2015)

Arne Zank (* 6. August 1970 in Hamburg) ist ein deutscher Musiker und Comiczeichner. Bekannt wurde er als Schlagzeuger der Band Tocotronic. Seit 2004 tritt er als DJ in Hamburger Clubs unter dem Namen DJ Shirley auf.

## Leben
Zank wuchs als Sohn eines Seemanns und einer Friseurin auf. Er studierte einige Zeit Illustration an der Hamburger Fachhochschule für Gestaltung, brach sein Studium aber wie seine Bandkollegen Dirk von Lowtzow und Jan Müller ab, um sich der Musik zuzuwenden.
Zank ist auch als Solokünstler aktiv und hat mehrere Tonträger veröffentlicht. Außerdem betätigt Zank sich als Trickfilmer. Für den zusammen mit Gregor Stockmann produzierten Trickfilm Das Experiment erhielt er den Publikumspreis bei der Hanse-Short 1999. Seit 2004 tritt er als DJ in Hamburger Clubs unter dem Namen DJ Shirley auf. 2023 inspirierte er die Band Bipolar Feminin zu dem Lied Herr Arne. Zank ist seit November 2018 trockener Alkoholiker. Er ist Mitglied von Narcotics Anonymous.
Zank ist verheiratet und lebt in Hamburg.

## Diskografie (solo)
Als Arne Zank
- Die Mehrheit will das nicht hören, Arne / MC (1994)
- Ehrliche Rockmusik / 7'' (1995)
- Love – From A To Z / 12'' (2004)
- Love & Hate From A To Z / LP / Hanseplatte (2008)
- dasu isuto aresu / 12" / Hanseplatte (2024)

Als DJ Shirley
- Exclusive & Famous / 12'' Maxi (2004)

## Filme
- Über den Umgang mit dem Schicksal (1996)
- Das Experiment (1999)

## Comic
- Die Vögel – fliegen hoch!, Ventil Verlag, 128 S.